# Antarctothoa delta
Antarctothoa delta is een mosdiertjessoort uit de familie van de Hippothoidae. De wetenschappelijke naam van de soort is voor het eerst geldig gepubliceerd in 1977 door Ryland & Gordon.

## Ondersoorten
- Antarctothoa delta delta (Ryland & Gordon, 1977)
- Antarctothoa delta parsimilis (Morris, 1980)